# 베를린 인스브루커 플라츠역
베를린 인스브루커 플라츠역(Bahnhof Berlin Innsbrucker Platz)역은 베를린 템펠호프쇠네베르크구에 있는 베를린 순환선 및 베를린 U4의 철도역이다. 도시 철도역은 쇠네베르크, 순환선 S반 승강장은 프리데나우 구역에 있다. 아우토반 100호선이 근처를 지나가며, 하우프트슈트라세(Hauptstraße)와의 교차점에 역사가 설치되어 있다. 역 건물 내부에 별도의 환승 통로는 없고 S반과 U반 출입구가 맞붙어 있는 형태이다. S반 승강장 남서쪽에는 별도의 화물역이 있었다.

## 순환선
S반 인스브루커 플라츠역은 순환선상의 역 중에서 가장 나중에 지어졌다. 1933년 7월 1일에 개통했으며 제2차 세계 대전 중이었던 1945년 4월과 5월에도 계속 영업했다. 아우토반 100호선 및 U10 계획 노선의 도시 철도역을 건설하기 위해서 근처에 있는 인스브루크 광장 재건축이 필요했으며, 순환선 철교 재건축도 필요했기 때문에 1972년 5월 31일부터 1979년 9월 30일까지 운행을 일시 중단했다. 1980년 독일국영철도 파업 이후 S반 영업이 중단되면서 이 역에 더 이상 열차가 정차하지 않게 되었다. 독일의 재통일 이후인 1993년 12월 17일부터 남부 순환선의 보수 공사가 완료된 구간부터 단계적으로 재개업했다.
2015년 말부터 1인 승무에 필요한 ZAT-FM이 가동되었다.

## 도시 철도
도시 철도역은 1910년 개업 당시에는 하우프트슈트라세역(Hauptstraße)으로 개업했다. 쇠네베르크 도시철도의 일부로 건설되었으며 파울 야초(Paul Jatzow)가 설계했다. 돌기둥으로 장식된 출입구는 원래는 인스브루커 슈트라세(Innsbrucker Straße)에 있는 교통섬으로 연결되었으나, 1920년대 광장 재조성 공사로 인해서 광장 중앙으로 변경되었고 베를린 노면전차와 연계되었다. 승강장 진입 이전에 대합실을 거치는 구조였다.
승강장 길이는 원래는 45 m였으며 당시 쇠네베르크 도시 철도와 유사하게 아스팔트 포장 승강장, 금속 지지 기둥, 타일 모자이크 벽을 사용했다. 승강장 외벽에는 적갈색 타일이 테두리 형태로 붙어 있으며, 현재까지도 유지되고 있다. 3량 편성 열차 진입을 위해서 지어졌던 승강장은 1920년대에 90 m로 연장되었다. 계획 당시에는 이 역이 임시 중간 종착역이었기 때문에 남쪽으로의 도시 철도 연장을 염두에 두고 있었다. 역 남쪽으로는 아이자크슈트라세(Eisackstraße)를 따라서 인상선과 유치선을 건설할 수 있는 터널 및 쇠네베르크 도시 철도를 위한 별도의 지상 차량 기지로의 인입선 부지가 있었다. 이 터널을 통해서 더 남쪽으로 연장될 계획도 있었다. 1926년에는 놀렌도르프플라츠역 재건축을 통해서 베를린 U반의 다른 노선과 접속되었으며, 별도의 도시 철도 차량 기지가 필요하지 않게 되었다. 이에 따라 1932년에는 아이자크슈트라세 남쪽에 있었던 차량 기지가 폐쇄되었고, 현재 그 자리에는 학교가 건설되어 있다.
베를린 순환선 정차역 건설 과정에서 S반 열차와의 환승 편의를 위해서 1993년 7월 1일에는 인스브루커 플라츠역(하우프트슈트라세)(Innsbrucker Platz (Hauptstraße))으로 개칭되었다. 당시 시대상에 따라서 역명판 글꼴은 프락투어를 사용했다. 나치 독일 이전과 이후에는 안티카(Antiqua) 글꼴을 사용했으며, 베를린 지하철 역명판에 프락투어를 사용한 몇 안 되는 사례이다.
제2차 세계 대전으로 역사가 파괴되었고, 1945년 12월 16일에 복구된 후 1954년에 역 출입구가 재건축되었다. 교통섬으로 가는 출입구는 폐쇄되었고, 승강장에서 광장 북쪽의 인스브루커 슈트라세 방면으로 직통하는 새로운 출입구가 설치되었다. 1950년대 건축 양식인 원통형 유리지붕이 설치되어 있었다. 아우토반 100호선 건설 과정에서 인스브루커 플라츠 아래로 터널 공사가 계획되어 있었기 때문에 1971년부터 1979년까지 지하 공간이 재건축되었다. 지표면과 아우토반 터널 사이에는 새로운 중간층이 건설되었고, 이 과정에서 인스브루커 플라츠역 남쪽으로 이어졌던 도시 철도 터널이 단절되었다. 그 결과 U4의 남부 연장이 불가능하게 되었으며, 남부 인상선도 사용할 수 없게 되었다. 현재 U4 노선 선로는 승강장에서 끊어진다.
폐쇄된 터널을 대체하기 위해서 U10을 위한 선시공부가 건설되었다. 이 과정에서 1950년대에 건설된 유리지붕이 철거되었고 새로운 중간층과 연결되었다. 비슷한 시기에 철거된 리하르트바그너플라츠역의 U2 승강장에 있었던 기둥이 여기에 재활용되었다. U10 노선 건설이 이후에도 실현되지 않았으며 중간층이 이용객에 비해서 너무 컸기 때문에 원래는 하우프트슈트라세를 따라서 출구 두 곳만 설치되었다. 2001년에는 빈 공간에 리들이 입점했으며, 하우프트슈트라세 동쪽으로도 추가 출입구와 엘리베이터가 설치되었다. 2003년에는 인스브루커 슈트라세로 연결되는 두 번째 출구가 설치되었다.

## 인접 철도역
| 베를린 S반                                  | 베를린 S반 | 베를린 S반                            |
| ------------------------------------------- | ---------- | ------------------------------------- |
| 쇠네베르크 반시계방향 순환                  | S41 · S42  | 분데스플라츠 시계방향 순환            |
| 분데스플라츠 베스트엔트 방면                | S46        | 쇠네베르크 쾨니히스 부스터하우젠 방면 |
| 베를린 지하철                               |            |                                       |
| 라트하우스 쇠네베르크 놀렌도르프플라츠 방면 | U4         | 시·종착역                             |

## 참고 문헌
- Biagia Bongiorno (2007). 《Verkehrsdenkmale in Berlin. Die Bahnhöfe der Berliner Hoch- und Untergrundbahn》. Berlin: Michael-Imhof-Verlag. 130쪽. ISBN 978-3-86568-292-5.
- Berliner S-Bahn Museum (2002). 《Strecke ohne Ende. Die Berliner Ringbahn》. Berlin: Verlag GVE. 26쪽. ISBN 3-89218-074-1.
- Sabine Bohle-Heintzenberg (1980). 《Architektur der Berliner Hoch- und Untergrundbahn》. Berlin: Verlag Willmuth Arenhövel. 112쪽. ISBN 3-922912-00-1.
- Jan Gympel. 《U4. Geschichte(n) aus dem Untergrund》. Berlin: Verlag GVE. ISBN 3-89218-090-3.